# Пурбадхала (подокруг)
Пурбадхала (бенг. পূর্বধলা, англ. Purbadhala) — подокруг на северо-востоке Бангладеш. Входит в состав округа Нетрокона. Образован в 1917 году. Административный центр — город Пурбадхала. Площадь подокруга — 312,30 км². По данным переписи 1991 года численность населения подокруга составляла 235 675 человек. Плотность населения равнялась 755 чел. на 1 км². Уровень грамотности населения составлял 23 %. Религиозный состав: мусульмане — 93,58 %, индуисты — 5,80 %, прочие — 0,62 %.